# Élection présidentielle colombienne de 2002
L'élection présidentielle colombienne de 2002 se déroule le 26 mai 2002 afin d'élire le président et le vice-président de la république de Colombie. Elle a été gagnée par Álvaro Uribe.  Íngrid Betancourt, la candidate du parti Oxígeno Verde,  a été enlevée par les FARC lors de sa campagne présidentielle.

## Résultats
| Inscrits              | Inscrits                 | Inscrits                      | 24 208 311 |             |  |  |
| Abstentions           | Abstentions              | Abstentions                   | 12 958 577 | 53,53 %     |  |  |
| Votants               | Votants                  | Votants                       | 11 249 734 | 46,47 %     |  |  |
|                       |                          |                               |            |             |  |  |
| Bulletins enregistrés | Bulletins enregistrés    | Bulletins enregistrés         | 11 249 734 |             |  |  |
| Bulletins nuls        | Bulletins nuls           | Bulletins nuls                | 198 089    | 1,76 %      |  |  |
| Suffrages exprimés    | Suffrages exprimés       | Suffrages exprimés            | 11 051 645 | 98,24 %     |  |  |
|                       |                          |                               |            |             |  |  |
|                       | Candidat                 | Parti                         | Suffrages  | Pourcentage |  |  |
|                       | Álvaro Uribe             | Colombie d'abord              | 5 862 655  | 53,05 %     |  |  |
|                       | Horacio Serpa Uribe      | Parti libéral colombien       | 3 514 779  | 31,8 %      |  |  |
|                       | Luis Eduardo Garzon (en) | Pôle démocratique indépendant | 680 245    | 6,16 %      |  |  |
|                       | Noemí Sanín              | Sí, Colombia                  | 641 884    | 5,81 %      |  |  |
|                       | Vote blanc               | Vote blanc                    | 122 240    | 1,11 %      |  |  |
|                       | Íngrid Betancourt        | Oxígeno Verde                 | 53 922     | 0,49 %      |  |  |
|                       | Harold Bedoya Pizarro    | Sans étiquette                | 50 763     | 0,46 %      |  |  |
|                       | Autres candidats         | -                             | 125 157    | 1,13 %      |  |  |

## Suites
Álvaro Uribe est investi comme président de la Colombie le 7 août 2002.